# Héctor de Malba
 (décembre 2011).
Si vous disposez d'ouvrages ou d'articles de référence ou si vous connaissez des sites web de qualité traitant du thème abordé ici, merci de compléter l'article en donnant les références utiles à sa vérifiabilité et en les liant à la section « Notes et références ».

Héctor de Malba (né en 1966) est un acteur, chanteur et metteur en scène  colombo- Français.

## Détails
D'origines italo-espagnole, Héctor de Malba est né en Colombie en 1966. C’est le sixième d'une famille de sept frères et sœurs. À peine il atteint la majorité, son baccalauréat et deux semestres de faculté en commerce international  en poche, il décide, comme conséquence d'un grave accident de la circulation qui a failli lui coûter la jambe droite, donner un sens totalement inattendu à sa vie professionnelle.
Au début des années 1980, les réalisateurs de télévision colombiens, Jaime Botero et Julio Cesar Luna, lui mirent le pied à l'étrier de ce qu’allait être sa carrière. Mais, sans expérience ni formation Héctor de Malba s'aperçoit immédiatement, qu'il va lui falloir bouger et aller vers d'autres horizons s'il veut prétendre un jour à une place dans le milieu de la télévision.
Avec le peu d'information que Hector possédait sur la France, pays des arts, et avec l'aide de toute sa famille, Il entreprend son voyage aller simple pour Paris, berceau de l'art dramatique, du cinéma et du théâtre. Six mois lui ont été nécessaires pour acquérir les bases du français et pouvoir assister à ses premiers cours d'art scénique. Trois ans de classes intensives chez Paul Weaber, l'institut international de l'acteur, le conservatoire de Paris 9e et la maison des conservatoires de Paris.
Un personnage décisif fait alors son apparition dans la vie de de Malba, il s'agit de Vittorio Rossi, grand maestro italien, metteur en scène d'opéra, dramaturge et directeur de théâtre. Ce maestro va faire d'Hector son protégé, l'amène en Italie où le jeune acteur va pouvoir compléter sa formation et s'initier à la grande musique. L'acteur et le metteur en scène vont travailler ensemble pendant longtemps, montant des œuvres du répertoire local (Fausto, il baccanti, il campiello, me l'a ditto sarah), etc.
De retour à Paris, et avec un peu plus d'expérience en tant qu'acteur, de Malba fera partie durant trois ans de la troupe de théâtre de Robert Hossein, metteur en scène à côté de qui il jouera dans L'Affaire du courrier de Lyon et La Liberté ou la mort entre autres. Ce sont ces montages et leur auteur Alain Decaux historien, membre de l'Académie française et ministre de la Francophonie qui vont inculquer à Hector l'intérêt et la curiosité pour l'histoire de France.
Le maestro Rossi est devenu un spécialiste de monumentales mises en scène d'opéra et ne tarde pas à suggérer à Hector de suivre une formation musicale intensive, de façon qu'il puisse devenir son sous-directeur. Les deux hommes vont ainsi réaliser ensemble des montages gigantesques d'opéras comme : La Traviata, Nabucco, Aida, Turandot et voyageront partout (Sydney, Montréal, Zurich, Londres, Francfort, Louxor, Vérone et Paris) où ils ont présenté leurs productions au palais omnisports de Paris Bercy.
Actuellement (en 2011) Héctor propose ses propres créations de costumes, décors et mises en scène pour ces divers opéras, plus un, dont il est le spécialiste Carmen de Georges Bizet, qui lui a donné l'occasion de travailler avec des grands noms de l'opéra, comme José CARRERAS.
Mais Héctor a toujours gardé dans un coin de sa tête et de son cœur, son pays natal, la Colombie. Ce pays qui est devenu entretemps, avec le Mexique, le premier producteur et coproducteur de télévision, notamment la chaîne privée RCN Televisión qui s'est associé avec Univision, FOX et dernièrement avec SONY entertainment avec la coproduction internationale La ¨pma, fresque historique vendue à plus de 20 pays et dont de Malba a été appelé à en faire partie privilégiée.
La boucle est ainsi bouclée et après tant baroudeur, de Malba est de plus en plus sollicité par la télévision colombienne pour faire partie des grandes productions, et curieusement d'aucuns pensent qu'il est un acteur étranger.

## Opéra
Au cours des dix dernières années, il a travaillé comme assistant réalisateur mise en scène de la compagnie d'opéra de Vittrorio Rossie, basée à Paris, sur la tournée mondiale qui a visité l'Italie, la Suisse, l'Allemagne, l'Egypte, l'Australie, le Canada et l'Angleterre, avec des œuvres de Verdi et Mozart puchini. - En 1996, également adjoint a conduit la mise en scène des présentations de l'opéra Carmen, avec la participation de José Carreras dans Studgart (Allemagne) et Bâle (Suisse).

## TV
En 2000, participé à la série Reve Brise, enregistré à Saint Tropez pour TF1, la première télévision française. - En 1999, il a joué dans la série "Détectives Island", enregistré à Saint Marteen pour TF1. En 1998, rejoint le casting de la série "Leroi des Cœurs", a également fait pour TF1.

## Théâtre
En 1986, il a joué dans la pièce Le Courrier de Lyon[réf. nécessaire] au cours d'une saison de six mois au théâtre des Sports à Paris Alais. En 1988, il a joué dans la pièce La Liberté ou la mort au cours d'une saison de huit mois dans le théâtre du Palais des Congrès. En 2013, le travail ctuó H et Gretel avec le rôle de l'oncle.

## Film
En 1996, il a joué dans le film "Les Deus Papas et la maman". - En 1998, elle est apparue dans le film "L'aventure humaine". Aujourd'hui, De Malba termine un script de film avec le nom "Broder of Blood", dont rôles principaux sont destinés à Al Pacino et Andy Garcia. D'autre part, terminé le scénario de "Amnesia" un court métrage, qui sera la vedette et direct. Son co-Septembre sera Sharpener Mastroianni (fille de Marcelo) et Chrirtian Vadim (fils de Catherine Deneuve).

## Publicité
En 2013, il a joué dans le rôle du dermatologue dans la publicité "La Roche Posay" en France.

## Télévision
| Année | Titre                      | Producteur                          | Chaîne   |
| ----- | -------------------------- | ----------------------------------- | -------- |
| 1989  | La Milliardaire            | France2                             | France   |
| 1990  | Le Courrier de Lyon        | France2                             | France   |
| 1992  | Riviera                    | TF1                                 | France   |
| 1994  | Le Jap                     | France2                             | France   |
| 1996  | Les Vacances de l´amour    | TF1                                 | France   |
| 1997  | Jamais deux sans toit      | TF1                                 | France   |
| 1998  | La Madre                   | RCN Televisión                      | Colombie |
| 1999  | Island detectives          | TF1                                 | France   |
| 2000  | 72 heures                  | TF1                                 | France   |
| 2005  | Merlina                    | RCN Televisión                      | Colombie |
| 2006  | L´Ëtat de grâce            | France2                             | France   |
| 2007  | Tacones                    | FOX Telecolombia                    | Colombie |
| 2008  | Las Detectives y el Victor | RCN Televisión                      | Colombie |
| 2009  | Kdabra                     | FOX Telecolombia                    | Colombie |
| 2010  | La Pola                    | RCN Televisión - SONY Entertainment | Colombie |
| 2013  | Les mysteres de l'amour    | rôle "Pablo"                        | France   |